# Java Platform Debugger Architecture
A Java Platform Debugger Architecture egy API gyűjtemény Java kód debugolására.
- Java Debugger Interface (JDI) - egy magas szintű Java nyelvű interfészt definiál, amellyel a fejlesztők könnyen írhattak  távoli debugger alkalmazásokat/eszközöket.
- Java Virtual Machine Tools Interface (JVMTI), egy natív interfész, amely segítségével meg lehet vizsgálni az alkalmazás végrehajtásának állapotát, és felügyelni lehet Java virtuális gép (JVM)-ben futó végrehajtási szálakat.
- Java Virtual Machine Debug Interface (JVMDI)- JVMDI már elavult, mivel J2SE 5.0-ben már a JVM TI került előtérbe, és a Java SE 6-ban el is távolították.
- Java Debug Wire Protocol (JDWP) - kommunikációt definiál debuggolandó (Java alkalmazás) és debugger processek között.

## Külső hivatkozások
- Java Platform Debugger Architecture documentation